# Casa Folcrà
La Casa Folcrà és una obra de Ripoll (Ripollès) protegida com a bé cultural d'interès local.

## Descripció
Es tracta d'un edifici entre mitgeres format per planta baixa i uns cossos al primer pis, sobre un terrat. A la planta baixa hi ha cinc obertures, dues han estat retocades i tenen menys alçada que les restants. La porta que queda al centre de la composició presenta una reixa de ferro de fosa treballada i una pedra a cada lateral servia de protecció per a l'entrada de carruatges. Les obertures primera, segona, quarta i cinquena tenen una dovella amb les inicials "AF" i la data 1897. A la planta baixa hi ha unes motllures horitzontals que van de banda a banda. En el primer pis hi ha una glorieta, de secció circular sobre la portalada central. A cada extrem del primer pis hi ha una arcada de mig punt i un balcó amb baranes de ferro treballades; corona cada cos lateral una barana que dona al terrat. Entre la glorieta i els cossos laterals hi ha una barana de ciment, coronada amb pedra treballada.